# Off with Their Heads
Off With Their Heads — третий студийный альбом группы Kaiser Chiefs, вышедший в 2008 году.

## Список композиций
Все песни написаны Рики Уилсоном, Эндрю Уайтом, Саймоном Риксом, Ником Бейнсом и Ником Хогсоном.
1. «Spanish Metal» — 2:19
2. «Never Miss a Beat» — 3:08
3. «Like It Too Much» — 3:23
4. «You Want History» — 3:45
5. «Can’t Say What I Mean» — 2:49
6. «Good Days Bad Days» — 2:53
7. «Tomato in the Rain» — 3:51
8. «Half the Truth» — 3:44
9. «Always Happens Like That» — 3:12
10. «Addicted To Drugs» — 3:53
11. «Remember You’re a Girl» — 2:37

### Ограниченное издание
1. «Can’t Say What I Mean» — 3:27
2. «Never Miss a Beat» — 3:12
3. «You Want History» — 4:48
4. «Half the Truth» — 4:12

### Бонус-треки специального издания
1. «Sooner or Later»
2. «Never Miss a Beat (Run Hide Survive Remix)»